# Теофил
Теофил е мъжко име. В превод от гръцки означава „обичащ бога“.

## Известни носители на името
- Теофил (813-42), византийски император (829-42)
- патриарх Теофил Александрийски (?-412)
- патриарх Теофил Антиохийски (169—182)
- Теофил Брага (1843-1924), португалски писател, философ и историк
- Теофил Гейл (1628-78), английски богослов
- Теофил Готие (1811-72), френски писател и критик
- Теофил Делкасе (1852-1923), френски политик